# 法國中央高原

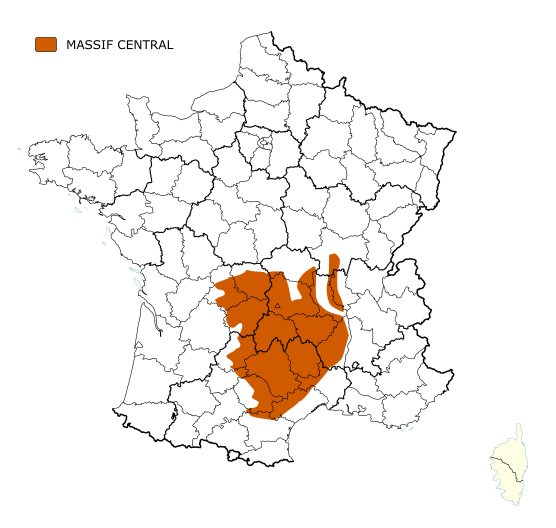
法國中央高原在法國的位置，中間三角形為桑西山

法國中央高原（法語：Massif Central，發音：[masif sɑ̃tʁal]，發音：[maˈsis senˈtɾal]），又譯中央山地，位於法國中南部，為一火山高原。北為西歐平原，東界罗讷河，南為比利牛斯山脈。
最高點為桑西山（海拔1886公尺）。

## 外部連結
- 维基共享资源上的相關多媒體資源：法國中央高原